# ECジャクイペンセ
ECジャクイペンセ (ポルトガル語: Esporte Clube Jacuipense)は、ブラジル・バイーア州リアション・ド・ジャクイペを本拠地とするサッカークラブである。

## 歴史
1965年4月21日設立。1989年にカンピオナート・バイアーノ2部で優勝し、クラブ初タイトルを手にした。

## タイトル

### 国内タイトル
- カンピオナート・バイアーノ・セグンダ・ジヴィゾン : 1回
  - 1986

### 国際タイトル
なし